# San Francisco Ozolotepec
San Francisco Ozolotepec är en kommun i Mexiko.   Den ligger i delstaten Oaxaca, i den sydöstra delen av landet, 500 km sydost om huvudstaden Mexico City.
Följande samhällen finns i San Francisco Ozolotepec:
- San José Ozolotepec